# Burg Weißenburg (Thüringen)
Die Burg Weißenburg ist eine Höhenburg im Ortsteil Weißen der Gemeinde Uhlstädt-Kirchhasel östlich von Rudolstadt in Thüringen auf einer dicht an der Saale aufragenden Felswand.

## Geschichte
Man nimmt an, dass die Anlage um 1248 im Zusammenhang mit einer Teilung des Grafenhauses Weimar-Orlamünde entstanden ist. Der alte Dynastensitz ist ohne Zweifel eine Anlage des 13. Jahrhunderts. Er gelangte 1344 in den Besitz des Markgrafen Friedrich II. von Meißen. Graf Heinrich IV. von Orlamünde erhielt im Kaufvertrag lebenslanges Wohnrecht.
Die „Wizzenburgk“ war ein kastellartiger Bau mit fünf Türmen, der den höher gelegenen Teil des heutigen Schlossgeländes einnahm und im Norden durch den Steilhang zur Saale und an den anderen Seiten durch Wall, Graben und Mauer mit festem Tor gesichert war. Reste der Türme gab es noch gegen Ende des 19. Jahrhunderts, Graben und Burgmauer sind heute noch zu erkennen. Möglicherweise stammen auch die ausgedehnten, vielverzweigten Kelleranlagen im Sandsteinfelsen unter dem südwestlichen Burgteil, die so genannten „Schleiflöcher“ aus orlamündischer Zeit.
Mit den verschiedenen Besitzern wandelten sich in der ersten Hälfte des 15. Jahrhunderts auch Aussehen und Charakter der Burg. Den herzoglichen Vögten folgten die Herren von Entzenberg und um 1443 die von Kochberg als Lehensinhaber. 1488 verkaufte Eucharius von Kochberg die eine, 1501 sein Bruder Ernst die andere Besitzhälfte an Friedrich von Thun (Thüna), einen engen Verwandten, der als Ratgeber sächsischer Kurfürsten und Herzöge hohes Ansehen genoss. Er begleitete am 18. April 1521 Martin Luther in die Sitzung des Wormser Reichstags und soll zu jenen gehört haben, die dann die „Verhaftung“ des Reformators bei Eisenach und seinen Aufenthalt auf der Wartburg inszenierten.

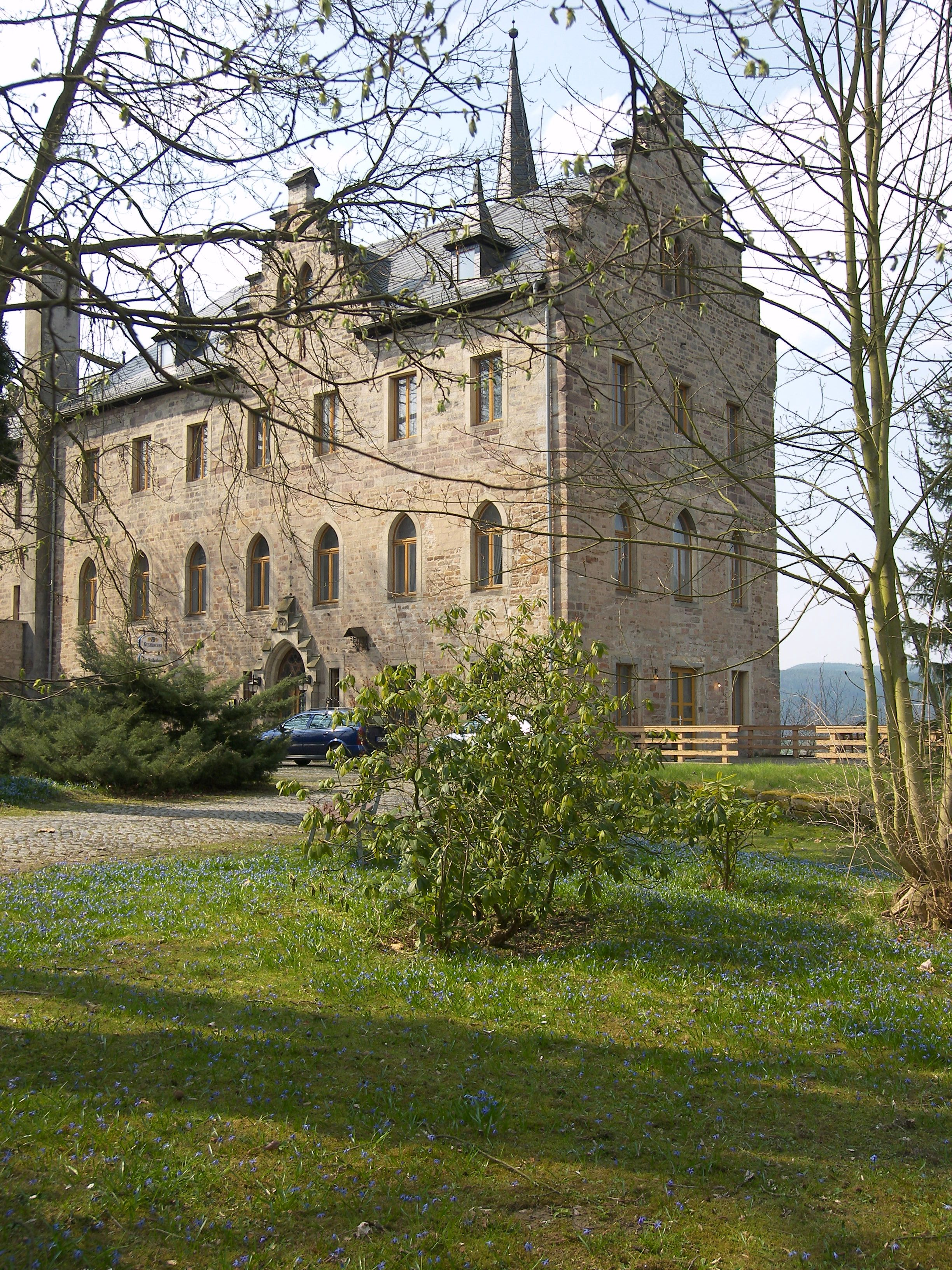
Südostecke

Während der Bauernerhebung 1525 flüchtete der letzte Abt des Benediktinerklosters Saalfeld, Georgius von Thüna, vor den aufständischen Bauern und Bürgern zu seinem Vetter in die Weißenburg. Zwei Jahre später starb er hier, der Sage nach auf seinen Schätzen im tiefsten Keller sitzend.
1529 ließ Friedrich von Thüna die alte Burg zu einem wohnlichen Schloss umbauen. Sein Wappenstein über dem Burgtor erinnert daran. Nach seinem Tode (spätestens) 1535 fiel der beträchtlich vermehrte Besitz an die Söhne. Immerhin verblieb das Schloss noch länger als 150 Jahre in thünaischer Hand, wenn auch zuletzt gemeinsam geführt mit den Herren von Lengefeld, die als schwarzburgische Vasallen in der Rudolstädter, Saalfelder und Leutenberger Gegend begütert waren.
Von 1707 bis 1761 besaßen die von Lengefeld die Weißenburg allein, mussten sie dann aber wegen ihrer Schulden veräußern. Mit den Herren von Lengefeld erlosch die lange Reihe der aus heimischem Grundadel stammenden Inhaber des Mannlehens Weißenburg. Charlotte von Lengefeld, die spätere Frau Friedrich Schillers, bekannte ihre Sehnsucht nach dem vergangenen Familienbesitz mit Worten über ihr Jugendheim, dem „Heißenhof“ zu Rudolstadt: „Ich stand Stunden lang an meinem Kammerfenster, sah in die dunklen Fenster des Turms (der Stadtkirche) hinein, hörte den Glocken zu…. Mein Horizont war frei. In der Ferne sahen wir schöne Berge und ein altes Schloss auf dem Berge liegen, das so oft das Ziel meiner Wünsche war…“
Im Juli 1777, so bezeugen es Briefe an Frau von Stein, wurde die Weißenburg wiederholt von Goethe aufgesucht. Der junge Dichter betreute die drei Jungen der Familie und zeichnete hier. Wenige Jahre später, 1792, fielen große Teile der alten Burg sowie des thünaischen Schlosses einem Brandunglück zum Opfer.
Durch den ab 1796 vorgenommenen Neuaufbau erhielt das Schloss eine der heutigen ähnliche Gestalt. Im höher gelegenen Südwestteil stand nunmehr ein zweigeschossiges Wohnhaus, am vordersten Rand des Felsplateaus das größere vorerst noch niedrigere Schlossgebäude. Von der thünaischen Burg waren das mit Kreuzgewölben versehene Erdgeschoss des Torgebäudes und wohl auch der untere Teil des achteckigen Turms im Norden erhalten geblieben. Inhaber des seit 1795 zum freien Erblehen umgewandelten Besitztums waren damals die Amtmänner Breithaupt und Fränkel, denen um die Wende zum 19. Jahrhundert der Freiherr von Elking folgte. 1878 kaufte das Anwesen der Sachsen-Meiningische Domänenfiskus, und 1881 erwarb der Kaufmann Krüger die nordöstliche Hälfte des Schlossbereichs mit der „Villa“, die er um ein Stockwerk erhöhen ließ. Der Südwestteil diente seitdem als Sitz der Meiningischen Forstei Reichenbach, die später in „Oberförsterei Weißenburg“ und „Thüringisches Forstamt Weißenburg“ umbenannt wurde. Im Jahre 1893 wurde der preußische Gesandte am Weimarischen Hof, Baron Eduard von Derenthall, Besitzer des Schlosses Weißenburg. Seine Witwe verpachtete es 1927 an das Jugendpflegeamt Zwickau, das bis 1932 dort ein Kinderheim unterhielt. 1936 richtete man ein „Umschulungsheim für arbeitslose Mädchen“ ein. Von 1941 bis 1945 bewohnte der im Auftrag der NSDAP tätige, antisemitische Publizist Johann von Leers, Professor an der Universität Jena, mit seiner Familie die Burg. Nach dem Ende des Zweiten Weltkrieges wurden das Schloss Weißenburg und der benachbarte Landsitz Weißeneck Volkseigentum. Die Gebäude dienten zunächst Heimatvertriebenen und Flüchtlingen (in der DDR Umsiedler genannt) zur Unterkunft. 1946 begründete die Verwaltung des Kreises Rudolstadt eine Heilstätte für Lungenkranke. Nach der Wende wurde die Burganlage privatisiert und eine Rehabilitationsklinik für Onkologie und Rheumatologie eingerichtet. Der „alten“ Weißenburg erwuchs eine moderne Schwester mit dem interdisziplinären Therapiezentrum. Somit konnten darauf die Rekonstruktionsarbeiten beginnen. Im ehemaligen Gesindehaus neben der Burg residiert heute der Landesverband Thüringen der Deutschen Rheuma-Liga e. V.